# Melissos

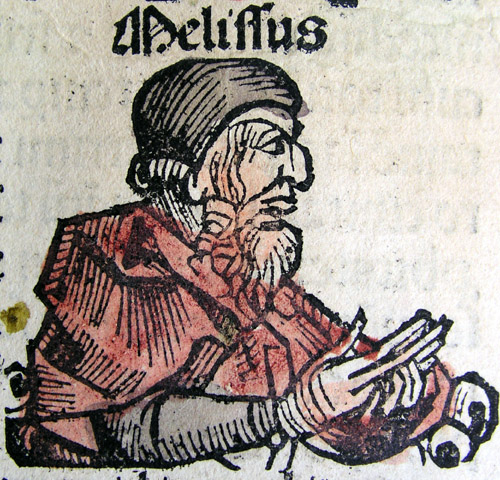
Melissus von Samos, abgebildet in der Nürnberger Chronik (1493)

Melissos von Samos (griechisch Μέλισσος ὁ Σάμιος Mélissos ho Sámios, deutsch ‚Melissos von Samos‘; * um 490 v. Chr.; † 430 v. Chr.) war ein antiker griechischer Philosoph und Flottenbefehlshaber. Er lebte um die Mitte des 5. Jahrhunderts v. Chr. und wird zu den Vorsokratikern gezählt.
Ursprünglich stammte er von der Insel Samos. Er verbrachte aber den Großteil seines Lebens in Süditalien als Vertreter der eleatischen Schule. Um 441 v. Chr., als die Samier einen Aufstand gegen Athen unternahmen, soll er Kommandant der samischen Flotte gewesen sein und die Athener in einer Seeschlacht (oder mehreren) zurückgeschlagen haben. Allerdings unterlag er schließlich trotz dieser Erfolge seinem Gegner Perikles.
Seine Lehrer waren Parmenides von Elea und möglicherweise auch Zenon von Elea. Wie sie versuchte auch Melissos die Lehre zu begründen, dass es keine Veränderung – also weder Bewegung noch Werden und Vergehen – in der Welt gebe. Melissos ist aber offenbar der erste Vorsokratiker, der dies mit dem Argument begründet, dass Bewegung eine Leere im Raum voraussetzen würde und nicht möglich ist, weil diese Leere (das Nichts) nicht gedacht werden kann. (Vgl. auch den Terminus „Horror vacui“). Aus diesem Grund gilt ihm das sinnliche Wahrnehmen, das Veränderungen vorspiegelt, als trügerischer Schein. Seine Werke Über das Seiende und Über die Natur sind nur fragmentarisch überliefert.
Die auf Melissos zurückgehende These, dass „das, was ist, eins sei, und dies sei das Eine und das Ganze“, findet sich auch in den unter anderem auf einer Vier-Elemente-Lehre beruhenden hippokratischen Schriften. (Melissos nahm eine den vier Elementen zugrundeliegende gemeinsamen Substanz an).